# Ian Graham
Ian Graham, né le 12 novembre 1923 à Campsea Ashe et mort le 1er août 2017, est un épigraphiste britannique, spécialisé en études mayas. 
Il est considéré comme l'un des mésoaméricanistes les plus importants du XXe siècle. Ses explorations des ruines mayas dans les jungles du Mexique, au Guatemala et au Belize, ont aidé à établir le Corpus of Maya Hieroglyphic Inscriptions publié par le musée Peabody d'archéologie et d'ethnologie de l'université Harvard. 

## Biographie
Ian Graham naît à Campsea Ashe, d'une famille aristocratique anglaise affiliée au duc de Montrose. Il suit ses études au Trinity College. En 1942, il entre à Cambridge comme étudiant en licence de physique. L'année suivante, il s'enrôle dans la Marine royale dans laquelle il servira jusqu'à la fin de la Seconde Guerre mondiale, travaillant en grande partie dans la recherche et développement de radar. 
Après la guerre, il reprendra ses études au Trinity College de Dublin où il complètera sa licence en 1951.
Graham est responsable de l'enregistrement et du catalogage de la plus grande collection d'artefacts mayas, d'inscriptions et œuvres d'art monumentales. Ses photographies et dessins sur des sites archéologiques tels que Coba, Naranjo, Piedras Negras, Seibal, Tonina, Uaxactun, et Yaxchilan ont été utilisés pour prévenir la vente d'objet d'art, d'artefacts archéologiques issus du pillage ou illicitement obtenus.  
Graham exerce en tant que consultant et témoin dans des affaires criminelles impliquant des œuvres pillées, ainsi que des cas de rapatriement d'artefacts. 
En 1968, il établit le Corpus of Maya Hieroglyphic Inscriptions publié par le musée Peabody d'archéologie et d'ethnologie de l'université de Harvard. 
Il obtient en 1981 le prix MacArthur pour son rôle dans la préservation et le catalogage de reliques mayas. 
En 2004, il reçoit un prix pour l'ensemble de sa carrière, décerné par la prestigieuse Society for American Archaeology. À l'occasion du Birthday Honours, il est fait chevalier de l'ordre de l'Empire britannique.
Graham publie en 2010 un mémoire, The Road to Ruins.

## Publications
- (en) avec Mortimer Wheeler, Splendours of the East, Weidenfeld and Nicolson, Londres, 1965.
- (en) Archaeological Explorations in El Peten, Guatemala, Middle American Research Institute, Tulane University, 1967.
- (en) avec Nigel Nicolson, Great Houses, Weidenfeld and Nicolson, Londres, 1968. Connu aussi sous le titre Great Houses of the Western World, G.P. Putnam’s Sons, New York 1968.
- (en) The Ruins of La Florida, Peten, Guatemala, Monographs and Papers in Maya Archaeology 1 (1970): 427-455.
- (en) The Art of Maya Hieroglyphic Writing, 1971.
- (en) avec Patricia Galloway et Irwin Scollar, Model studies in computer seriation, in Journal of Archaeological Science, 3.1 (1976): 1-30.
- (en) Spectral analysis and distance methods in the study of archaeological distributions, journal of Archaeological Science 7.2 (1980): 105-129.
- (en) Yaxchilan. Peabody Museum of Archaeology and Ethnology, 1982.
- (en) avec Peter Mathews, Corpus of Maya hieroglyphic inscriptions, vol. 6, Peabody Museum of Archaeology and Ethnology, Harvard University Publications Department, 1983.
- (en) avec Eric Von Euw, Corpus of Maya Hieroglyphic Inscriptions: Xultun, La Honradez, Uaxactun. Peabody Museum of Archaeology and Ethnology, Harvard University, 1986.
- (en) Alfred Maudslay and the Maya: A Biography, Norman: University of Oklahoma Press, 2003.
- (en) avec David Stuart, Corpus of Maya Hieroglyphic Inscriptions,Peabody Museum of Archaeology and Ethnology, Harvard University, 2003.
- (en) The Road to Ruins, University of New Mexico Press, 2010.